# EVA Air
EVA Air är ett taiwanesiskt flygbolag, näst störst i Taiwan efter China Airlines.
EVA Airs flotta består bland annat av Airbus A330, Boeing 787, Boeing 777, Boeing 747 och MD-90.